# Östra Gumista
Östra Gumista, eller Aghmosavletis Gumista (georgiska: აღმოსავლეთის გუმისთა), är ett vattendrag i Georgien. Det ligger i den autonoma republiken Abchazien, i den nordvästra delen av landet. Östra Gumista går ihop med Västra Gumista och bildar så början på Gumista, vilken i sin tur mynnar i Svarta havet.